# 丁香蓼
丁香蓼（学名：Ludwigia prostrata）是柳叶菜科丁香蓼属的植物。分布于印度、马来半岛、尼泊尔、斯里兰卡、中南半岛、印度尼西亚以及中国大陆的广西、云南、海南等地，生长于海拔100米至700米的地区，见于河滩、稻田和溪谷旁湿处，目前尚未由人工引种栽培。

## 别名
小石榴树、小石榴叶（云南水平） 小疗药（云南思茅）

## 种下等级
- Ludwigia prostrata Roxb. ssp. trichoneuron (Hausskn.) Raven